# Mario Maurer
Mario Maurer (tiếng Thái: มาริโอ้ เมาเร่อ; phát âm tiếng Thái: [māːrīʔôː māw.rɤ̂ː]; phát âm tiếng Đức: [ˈmaːʁio ˈmaʊ̯ʁɐ], sinh ngày 4 tháng 12 năm 1988) là nam diễn viên và người mẫu Thái Lan, anh có cha là người Đức và mẹ là người Thái gốc Hoa.
Anh trở nên nổi tiếng qua các vai chính trong phim The Love of Siam năm 2007 và cơn sốt First Love năm 2010. Maurer cũng là nam diễn viên chính trong bộ phim điện ảnh có doanh thu lớn nhất từ trước tới nay của Thái Lan là Pee Mak, đóng cặp với Davika Hoorne. Anh còn là thành viên trong nhóm có tên gọi 4+1 Channel 3 Superstar cùng với Nadech Kugimiya, Prin Suparat, Pakorn Chatborirak và Phupoom Pongpanu.

## Tiểu sử và học vấn
Mario Maurer được sinh ra tại Bệnh viện Cơ Đốc giáo Bangkok ở Băng Cốc, Thái Lan. Mario mang hai dòng máu Đức và Hoa. Cha anh chọn một cái tên Ý cho anh vì ông có niềm đam mê với các dòng xe môtô của Ý.
Khi Mario lớn lên, cha mẹ anh đã là chủ sở hữu vài trạm xăng, sau đó thành lập công ty tại tỉnh Nakhon Nayok chuyên sản xuất và xuất khẩu sản phẩm lăn khử mùi đến các quốc gia như Đức và Pháp. Maurer còn có một anh trai hơn mình 4 tuổi, sinh ra tại Đức.
Mario theo học Trường Công giáo St. Dominic Savio ở Băng Cốc. Sau đó anh tốt nghiệp trường Đại học Ramkhamhaeng chuyên ngành Nghệ thuật truyền thông và tiếp tục theo học Thạc sĩ chuyên ngành Truyền thông chính trị tại trường Đại học Krirk.

## Sự nghiệp
Năm 16 tuổi, Maurer trở thành một người mẫu trong các quảng cáo, hình ảnh, và video âm nhạc.

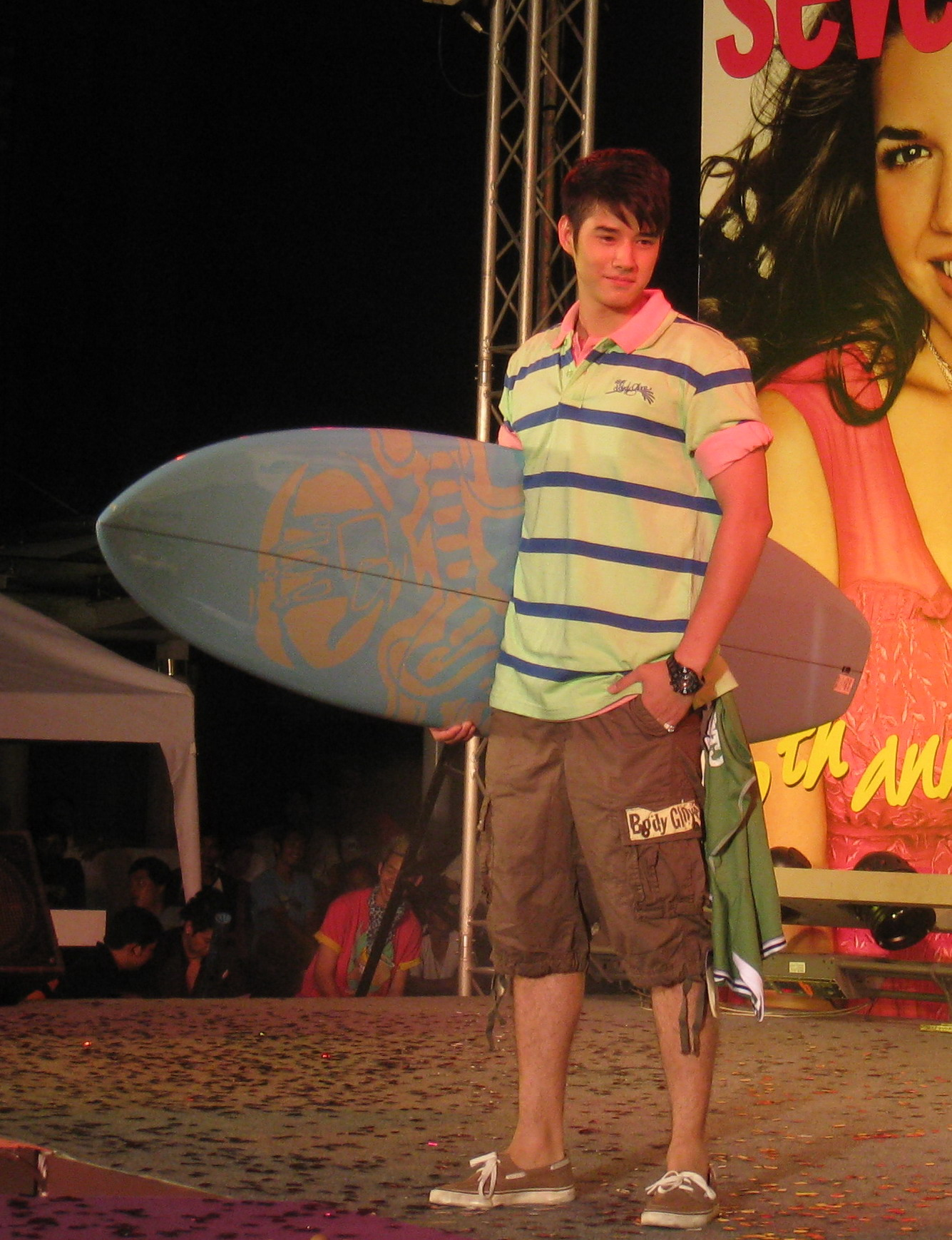
Trong công việc người mẫu.

Năm 2007, anh đóng phim điện ảnh lần đầu tiên với vai Tong trong phim Rak Hang Siam của đạo diễn Chukiat Sakweerakul. Quảng cáo phim không nhấn mạnh khía cạnh đồng tính của bộ phim, nhưng được các nhà phê bình đón nhận nồng nhiệt. Maurer đã được đề cử giải "Nam diễn viên phụ xuất sắc nhất" cho vai diễn này tại "Giải Điện ảnh châu Á" nhưng không đạt. Anh đoạt giải "Nam diễn viên xuất sắc nhất" tại "Giải Điện ảnh Thái Starpics" và cũng được đề cử tại "Giải Hội đồng Nhà phê bình Bangkok" và "Giải Star Entertainment".
Đạo diễn Bhandit Rittakol cũng đã mời anh đóng trong phim Boonchu 9, nhưng anh từ chối vì bận tham gia những hoạt động khác.
năm 2008, anh tham gia bộ phim Friendship của đạo diễn Chatchai Naksuriya. Trong phim, anh vào vai một học sinh lớp 12 vào năm 1983, đóng cặp với Apinya Sakuljaroensuk. Sau đó, anh tham gia bộ phim Roommate của đạo diễn Piti Jaturapat, được chuyển thể từ phim Mỹ năm 1994 tên là Threesome của Andrew Fleming.
Song song với sự thành công ở lĩnh vực điện ảnh, năm 2011 Mario ký hợp đồng độc quyền với đài Channel 3, sau đó anh góp mặt trong nhiều tác phẩm truyền hình ăn khách và gặt hái nhiều giải thưởng.
Năm 2016, anh trở thành CEO cho thương hiệu của mình là 8Deuce8 phổ biến rộng rãi tại Thái Lan và Trung Quốc.
Năm 2019, bộ phim Thầy lang trúng mánh do Mario đóng chính cùng với Kimberly Ann Voltemas trở thành bộ phim truyền hình Thái Lan đầu tiên có mặt trên Netflix.
Năm 2020, Mario lọt top 100 ngôi sao có sức ảnh hưởng nhất Châu Á do tạp chí Forbes bầu chọn (cùng với Patcharapa Chaichua, Davika Hoorne, Urassaya Sperbund, Jannine Weigel).

## Các hoạt động khác

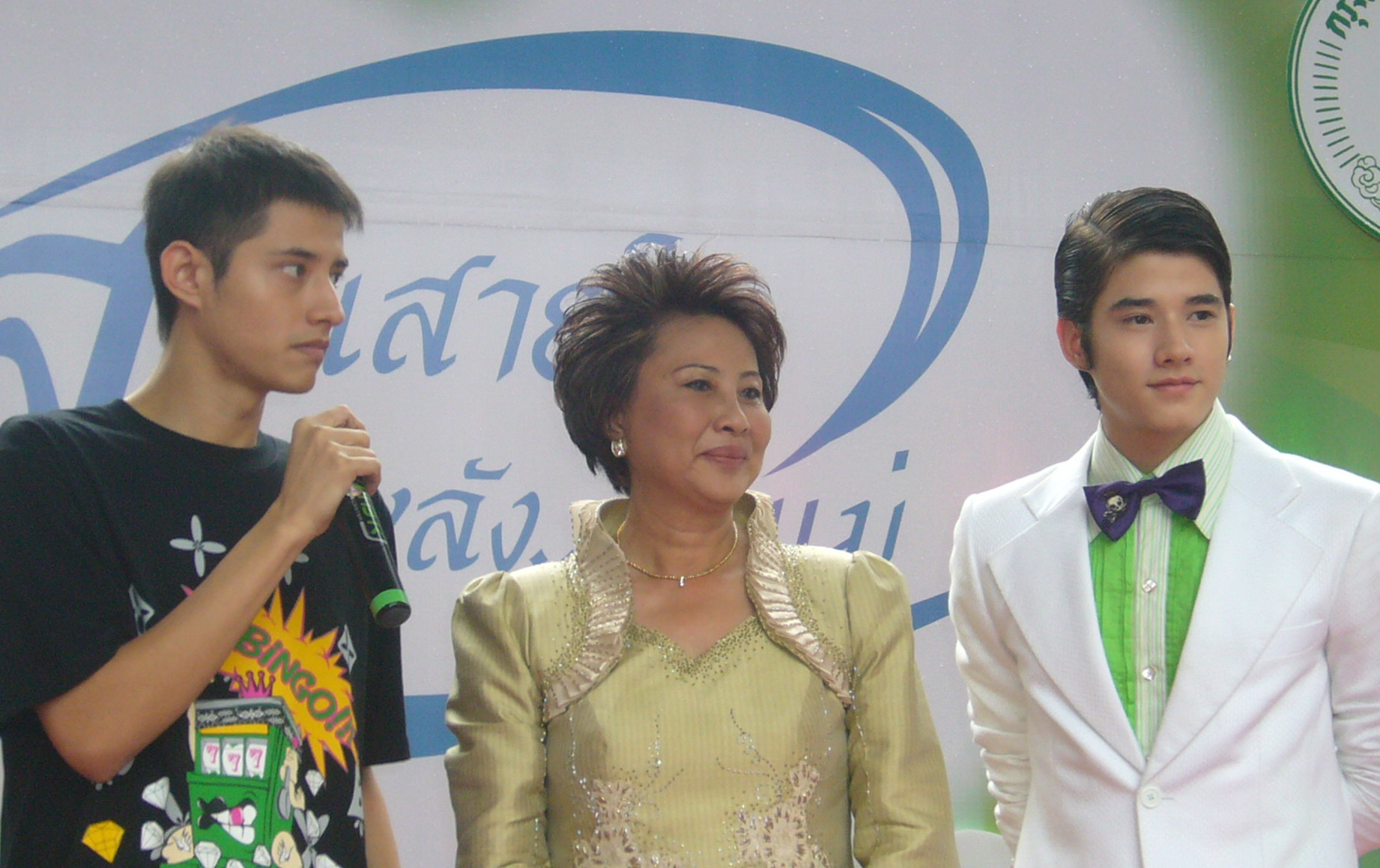
Maurer (phải) với mẹ và anh trai.

Anh trai Marco là thành viên nhóm hip-hop "PsyCho & Lil'Mario" với Mario. Họ đã phát hành album đầu tay PsyCho & Lil'Mario: Dem Crazy Boyz vào ngày 31 tháng 10 năm 2007. Mario làm người hát nền ở phía sau.
Maurer cũng là đại diện của nhiều thương hiệu như Exit Rollon, Pizza Company, Sugas, Foremost, Burger King, Louis Vuitton, Play House Store, Lee Jeans và là người giới thiệu chiếc xe Honda Click, Honda Jazz, Mitsubishi Attrage.

## Đời tư
Anh của Maurer là rapper, hiện đang hợp tác với nhà sản xuất N.Y.U. Club.
Maurer bắt đầu nghe nhạc rap từ khi 12 tuổi và ngưỡng mộ các rapper Joey Boy, DaJim, 2Pac T.I. và LL Cool J. Trong thời gian rảnh rỗi, anh thích skateboarding, shopping tại Quảng trường Xiêm và nuôi cá kiểng. Anh cho biết một con cá của anh đã đoạt giải đẹp cấp quốc gia.

## Các phim đã tham gia

### Phim điện ảnh
| Năm  | Tên gốc                 | Tên tiếng Việt                  | Vai                         | Ghi chú          | Đóng với                                   |
| ---- | ----------------------- | ------------------------------- | --------------------------- | ---------------- | ------------------------------------------ |
| 2007 | The Love of Siam        | Mối tình nơi quảng trường Siam  | Tong                        | Vai chính        | Witwisit Hiranyawongkul                    |
| 2008 | Friendship              | Tình bạn                        | Singha                      | Vai chính        | Apinya Sakuljaroensuk                      |
| 2008 | 4 Romance               |                                 | Mee / Beaver                | Vai chính        | Apissara Tudti                             |
| 2009 | Rahtree Reborn          | Đầu thai                        | Rung                        | Vai chính        | Chermarn Boonyasak                         |
| 2009 | Rahtree Revenge         | Báo thù                         | Rung                        | Vai chính        | Chermarn Boonyasak                         |
| 2010 | Saranae Siblor          | Chiếc xe mười bánh vui vẻ       | Ake                         | Vai chính        | Araya A. Hargate                           |
| 2010 | First Love              | Tình yêu sét đánh               | Shone                       | Vai chính        | Pimchanok Leuwisedpaiboon                  |
| 2010 | Eternity                | Vĩnh cửu                        | Thầy tu trẻ                 | Cameo            | Không có                                   |
| 2010 | The Dog                 |                                 | Art                         | Vai chính        | Không có                                   |
| 2010 | Saranae Hen Phi         | Ngôi đền bị nguyền rủa          | Doh                         | Vai chính        | Patcharapa Chaichua                        |
| 2011 | The Outrage             | Trước quỷ môn quan              | Monk                        | Vai chính        | Không có                                   |
| 2011 | Bangkok Assassins       | Kung Fu chùa Vàng               | Na                          | Vai chính        | Jarinya Sirimongkolsakul                   |
| 2012 | Friends Never Die       | Tình bạn bất tử                 | Gun                         | Vai chính        | Monchanok Saengchaipiangpen                |
| 2012 | Rak Sud Teen            | Nụ hôn đầu                      | Theungjai / Eakkachai (Aek) | Vai chính        | Amena Gul                                  |
| 2012 | Love On That Day        | Tình yêu ngày đó                | Martin                      | Phim Trung Quốc  | Ye Qing (Diệp Thanh)                       |
| 2012 | Jan Dara: The Beginning | Mẹ kế 2: Đứa con oan nghiệt     | Jan Dara                    | Vai chính        | Không có                                   |
| 2012 | Suddenly It's Magic     | Phép màu bất thình lình         | Marcus Hanson               | Phim Philippines | Erich Gonzales & Pimchanok Leuwisedpaiboon |
| 2013 | Pee Mak                 | Tình người duyên ma             | Mak                         | Vai chính        | Davika Hoorne                              |
| 2013 | Jan Dara: The Finale    | Mẹ kế 3: Đoạn kết               | Jan Dara                    | Vai chính        | Không có                                   |
| 2015 | Prisana                 |                                 | Mario                       | Phim ngắn        | Davika Hoorne                              |
| 2016 | Take Me Home            | Lời nguyền của quỷ              | Tan                         | Vai chính        | Wannarot Sonthichai                        |
| 2017 | Saranae Love You        | Phi vụ trộm kim cương           | Chính mình                  | Vai chính        | Seo Ji-yeon                                |
| 2019 | Khun Phaen Begins       | Khun Phaen: Huyền thoại bắt đầu | Keaw                        | Vai chính        | Yongwaree Anilbol                          |
| 2020 | Low Season              | Yêu nhau mùa "ế"                | Phut                        | Vai chính        | Ploypailin Thangprabhaporn                 |
| 2021 | 77 Heartwarmings        | 77 lần cảm động cô ấy           | Marvel                      | Phim Hồng Kông   | Châu Bách Hào & Thái Trác Nghiên           |
| 2022 | AI Love You             | AI biết yêu                     | Bob                         | Vai chính        | Pimchanok Leuwisedpaiboon                  |
| 2022 | Six Characters          | Sáu nhân vật                    | Khamron Singha              | Vai chính        | Pancake Khemanit                           |
| 2023 | Khun Phan 3             | Khun Phan 3                     | Suea Mahesuan               | Vai chính        | Không có                                   |
| 2024 | The Riders              | Riders: Giao hàng cho ma        | Nat                         | Vai chính        | Sarocha Chankimha                          |

### Phim truyền hình
| Năm  | Tên gốc                        | Tên tiếng Việt                                                | Vai                        | Đài        |
| ---- | ------------------------------ | ------------------------------------------------------------- | -------------------------- | ---------- |
| 2010 | Tai Fah Tawan Diew             | Yêu em mùa thu                                                | Minho                      | CH9        |
| 2011 | Plerng Torranong               | Ngọn lửa kiêu hãnh                                            | Plerngrit "Plerng"         | CH3        |
| 2012 | Rak Kerd Nai Talad Sode        | Mối tình chợ phiên                                            | Tong                       | CH3        |
| 2013 | Madam Dun                      | Quý bà lăng xê                                                | Neks                       | CH3        |
| 2014 | Roy Ruk Hak Liam Tawan         | Ánh dương tình yêu 1: Tình cuối chân trời                     | Onizuka Takeshi (Tawan)    | CH3        |
| 2014 | Roy Fun Tawan Duerd            | Ánh dương tình yêu 2: Giấc mộng ban mai                       | Onizuka Takeshi (Tawan)    | CH3        |
| 2015 | Song Huajai Nee Puea Tur       | Tình yêu duy nhất                                             | Tharatorn / Warong         | CH3        |
| 2017 | Bunlang Dok Mai                | Công tử về vườn                                               | Anawin                     | CH3        |
| 2017 | Game of Thrones (season 7)     | Trò chơi vương quyền (mùa 7)                                  | Jon Snow (lồng tiếng Thái) | HBO châu Á |
| 2017 | Buang Banjathorn               | Duyên tình thiên định / Hẹn ước tình yêu / Hẹn ước hoa Champa | Laoperng                   | CH3        |
| 2019 | Thong Ake Mor Yah Tah Chaloang | Thầy lang trúng mánh                                          | Thong Ake                  | CH3        |
| 2022 | Keu Ter (Bad Romeo)            | Là em / Tình khờ dại                                          | Kaokla                     | CH3        |
| 2023 | Mor Luang                      | Thầy thuốc hoàng gia                                          | Thong-on                   | CH3        |
| 2024 | Kissed by the Rain             | Vạt mưa lấp lánh / Ngày mưa mang em đến                       | Mai                        | CH3        |

### Chương trình truyền hình
| Năm  | Chương trình                      | Vai trò         | Với                                            | Đài     |
| ---- | --------------------------------- | --------------- | ---------------------------------------------- | ------- |
| 2020 | The Brothers: School of Gentlemen | Huấn luyện viên | Nichkhun, Jesdaporn Pholdee, Ananda Everingham | Line TV |

## Giải thưởng và đề cử
| Năm  | Giải thưởng                                                    | Hạng mục                                         | Tác phẩm được đề cử                              | Kết quả   | Nguồn         |
| ---- | -------------------------------------------------------------- | ------------------------------------------------ | ------------------------------------------------ | --------- | ------------- |
| 2008 | T-Pageant                                                      | Hot Man Of The Year                              | —                                                | Đoạt giải |               |
| 2008 | 2nd Asian Film Awards                                          | Best Supporting Actor                            | Mối tình nơi quảng trường Siam                   | Đề cử     | [ 13 ]        |
| 2008 | 1st Siam Dara Star Awards                                      | Hot Young Man                                    | Mối tình nơi quảng trường Siam                   | Đoạt giải |               |
| 2008 | 6th Starpics Thai Films Awards                                 | Best Actor                                       | Mối tình nơi quảng trường Siam                   | Đoạt giải | [ 14 ]        |
| 2008 | 17th Bangkok Critics Assembly Awards                           | Best Actor                                       | Mối tình nơi quảng trường Siam                   | Đề cử     | [ 15 ]        |
| 2008 | 6th Thailand Film Festival Awards                              | Actor in a Leading Role                          | Mối tình nơi quảng trường Siam                   | Đề cử     |               |
| 2008 | 7th Star Entertainment Awards                                  | Best Actor                                       | Mối tình nơi quảng trường Siam                   | Đề cử     | [ 16 ]        |
| 2008 | 10th Cinemanila International Film Festival                    | Best Actor                                       | Mối tình nơi quảng trường Siam                   | Đoạt giải | [ 17 ]        |
| 2008 | 6th Seventeen Choice Awards                                    | Seventeen Choice Hottie Male                     | Mối tình nơi quảng trường Siam                   | Đoạt giải | [ 18 ]        |
| 2008 | 3rd OK! Awards                                                 | Rising Star Award                                | Mối tình nơi quảng trường Siam                   | Đoạt giải | [ 19 ]        |
| 2009 | 9th Top Awards                                                 | Best Rising Star Film Actor                      | Tình bạn                                         | Đoạt giải | [ 20 ]        |
| 2009 | IN Young Generation Awards                                     | Hot Guy Award                                    | —                                                | Đoạt giải | [ 21 ]        |
| 2010 | 10th Top Awards                                                | Best Film Actor                                  | Đầu thai                                         | Đề cử     |               |
| 2010 | IN Young Generation Awards                                     | Sexy Guy Award                                   | —                                                | Đoạt giải | [ 22 ]        |
| 2010 | 19th Bangkok Critics Assembly Awards                           | Best-Looking Actor                               | Mối tình đầu                                     | Đề cử     |               |
| 2010 | 9th Star Entertainment Awards                                  | Favorite Actor                                   | Mối tình đầu                                     | Đề cử     |               |
| 2011 | 8th Chalermthai Awards                                         | Actor in Leading Role                            | Mối tình đầu                                     | Đề cử     |               |
| 2011 | 11th Top Awards                                                | Best Film Actor                                  | Mối tình đầu                                     | Đoạt giải |               |
| 2011 | 9th Seventeen Choice Awards                                    | Seventeen Choice Hottie Male                     | Mối tình đầu                                     | Đề cử     |               |
| 2011 | 1st Daradaily The Great Awards                                 | Best Film Actor of the Year                      | Mối tình đầu                                     | Đề cử     |               |
| 2011 | TV3 Fanclub Awards                                             | Most Popular Actor                               | Ngọn lửa kiêu hãnh                               | Đề cử     |               |
| 2012 | TCCTV (Thai Central Chinese Television) Awards                 | Favorite Male Artist in Thailand-Chinese Culture | —                                                | Đoạt giải | [ 23 ]        |
| 2012 | Sudsapda Young & Smart Awards                                  | Popular Actor                                    | —                                                | Đề cử     |               |
| 2012 | Sudsapda Young & Smart Awards                                  | Stylish Guy                                      | —                                                | Đề cử     |               |
| 2012 | 9th Kom Chad Luek Awards                                       | Excellent Actor for Drama                        | Ngọn lửa kiêu hãnh                               | Đề cử     |               |
| 2012 | 9th Kom Chad Luek Awards                                       | Popular Actor Award                              | Ngọn lửa kiêu hãnh                               | Đề cử     |               |
| 2012 | Mekhala Awards                                                 | Anti-Drugs Celebrity                             | —                                                | Đoạt giải |               |
| 2012 | 6th Asian Film Awards                                          | Best Supporting Actor                            | Trước quỷ môn quan                               | Đề cử     | [ 24 ] [ 25 ] |
| 2012 | 12th Top Awards                                                | Best Film Actor                                  | Mẹ kế 2: Đứa con oan nghiệt                      | Đề cử     |               |
| 2012 | 23rd Star Party TV Pool Awards                                 | Attractive Smile Star Award                      | —                                                | Đoạt giải |               |
| 2012 | Asian Idol Festival                                            | Best Overseas Artist Award                       | —                                                | Đoạt giải | [ 26 ]        |
| 2012 | Sports Authority of Thailand                                   | Sportsman Award                                  | —                                                | Đoạt giải | [ 27 ]        |
| 2012 | 1st Candy Style Awards                                         | Most Stylish Candy Cover Boy                     | —                                                | Đoạt giải | [ 28 ]        |
| 2012 | GreetZ Awards                                                  | GreetZ Take Home                                 | —                                                | Đề cử     | [ 29 ]        |
| 2012 | 10th Seventeen Choice Awards                                   | Seventeen Choice Actor                           | —                                                | Đoạt giải | [ 30 ]        |
| 2012 | TV3 Fanclub Awards                                             | Most Popular Actor                               | Mối tình chợ phiên                               | Đề cử     |               |
| 2013 | SeeSan Bunterng Awards                                         | Popular Leading Male of the Year                 | Mối tình chợ phiên                               | Đoạt giải |               |
| 2013 | 6th Nine Entertain Awards                                      | Actor of the Year                                | Mối tình chợ phiên & Mẹ kế 2: Đứa con oan nghiệt | Đề cử     |               |
| 2013 | 27th TV Gold Awards                                            | Outstanding Actor                                | Mối tình chợ phiên                               | Đề cử     |               |
| 2013 | 10th Kom Chad Luek Awards                                      | Best Drama Actor                                 | Mối tình chợ phiên                               | Đề cử     |               |
| 2013 | 10th Kom Chad Luek Awards                                      | Popular Actor Award                              | Mối tình chợ phiên                               | Đề cử     |               |
| 2013 | 6th Siam Dara Star Awards                                      | Actor Excellent                                  | Tình người duyên ma                              | Đoạt giải |               |
| 2013 | 6th Siam Dara Star Awards                                      | Most Popular Male Star                           | Tình người duyên ma                              | Đề cử     |               |
| 2013 | 11th Seventeen Choice Awards                                   | Hot Guys of the Year                             | —                                                | Đoạt giải | [ 31 ]        |
| 2013 | 2nd Kerd Awards                                                | Born to be Together (with Davika Hoorne)         | Tình người duyên ma                              | Đề cử     |               |
| 2013 | 2nd Kerd Awards                                                | Kerd of the Year                                 | —                                                | Đoạt giải |               |
| 2013 | 2nd Daradaily The Great Awards                                 | Best Film Actor of the Year                      | Mẹ kế 2: Đứa con oan nghiệt                      | Đề cử     |               |
| 2013 | 9th ASAP Pop Viewers' Choice Awards                            | Pop Screen Kiss (with Erich Gonzales)            | Phép màu bất thình lình                          | Đề cử     | [ 32 ]        |
| 2013 | 9th ASAP Pop Viewers' Choice Awards                            | Pop Love Team (with Erich Gonzales)              | Phép màu bất thình lình                          | Đề cử     | [ 32 ]        |
| 2013 | 8th OK! Awards                                                 | Female Heartthrob                                | —                                                | Đề cử     |               |
| 2013 | 11th Starpics Thai Films Awards                                | Best Actor                                       | Tình người duyên ma                              | Đoạt giải |               |
| 2013 | 22nd Bangkok Critics Assembly Awards                           | Best Actor                                       | Tình người duyên ma                              | Đề cử     |               |
| 2013 | TV3 Fanclub Awards                                             | Most Popular Actor                               | Quý bà lăng xê                                   | Đề cử     |               |
| 2014 | 7th Nine Entertain Awards                                      | Actor of the Year                                | Tình người duyên ma & Mẹ kế 3: Đoạn kết          | Đoạt giải |               |
| 2014 | 28th TV Gold Awards                                            | Outstanding Actor                                | Quý bà lăng xê                                   | Đề cử     |               |
| 2014 | 8th Kazz Awards                                                | Popular Actor Award                              | Tình người duyên ma                              | Đề cử     |               |
| 2014 | 8th Kazz Awards                                                | Superstar Man of the Year                        | Tình người duyên ma                              | Đề cử     |               |
| 2014 | 3rd Daradaily The Great Awards                                 | Best Film Actor of the Year                      | Tình người duyên ma                              | Đoạt giải |               |
| 2014 | 7th Siam Dara Star Awards                                      | Most Popular Male Star                           | —                                                | Đề cử     |               |
| 2014 | 12th Seventeen Choice Awards                                   | Seventeen Choice Actor                           | —                                                | Đoạt giải |               |
| 2014 | TV3 Fanclub Awards                                             | Most Popular Actor                               | Tình cuối chân trời                              | Đề cử     |               |
| 2014 | 1st TrueLife Awards                                            | Leading Actor of the Year                        | Tình cuối chân trời                              | Đề cử     |               |
| 2015 | SeeSan Bunterng Awards                                         | Popular Leading Male of the Year                 | Tình cuối chân trời                              | Đoạt giải |               |
| 2015 | 4th Daradaily The Great Awards                                 | Drama Actor of the Year                          | Tình cuối chân trời                              | Đề cử     |               |
| 2015 | 1st Maya Awards                                                | Best Leading Actor (Drama)                       | Tình cuối chân trời                              | Đề cử     |               |
| 2015 | 8th Siam Dara Star Awards                                      | Most Popular Male Star                           | —                                                | Đề cử     |               |
| 2015 | Men's Health Magazine Thailand                                 | Men's Health Best Seller                         | —                                                | Đoạt giải |               |
| 2015 | TV3 Fanclub Awards                                             | Most Popular Actor                               | Tình yêu duy nhất                                | Đề cử     |               |
| 2016 | 2nd TrueLife Awards                                            | Leading Actor of the Year                        | Tình yêu duy nhất                                | Đề cử     |               |
| 2016 | 5th Daradaily The Great Awards                                 | Cool Guy of the Year                             | —                                                | Đề cử     |               |
| 2016 | 6th Mthai Top-Talk Awards                                      | Top Talk-About Actor                             | Tình yêu duy nhất                                | Đề cử     |               |
| 2016 | Mekala Awards                                                  | Star Vote Good Of The Year                       | —                                                | Đề cử     |               |
| 2016 | 11th OK! Awards                                                | Female Heartthrob                                | —                                                | Đề cử     |               |
| 2017 | 10th Nine Entertain Awards                                     | Popularity Award                                 | —                                                | Đề cử     |               |
| 2017 | 12th Asia Model Awards                                         | Asia Special Award – Model                       | —                                                | Đoạt giải |               |
| 2017 | GQ Men Of The Year                                             | Male Lead                                        | —                                                | Đoạt giải |               |
| 2017 | Numero Thailand Seminar on Best Beauty Brands Products 2017-18 | Male Best Skin 2017-2018                         | —                                                | Đoạt giải |               |